# Коту-ди-Сима
Ко́ту-ди-Си́ма (порт. Couto de Cima) — район (фрегезия) в Португалии, входит в округ Визеу. Является составной частью муниципалитета  Визеу. По старому административному делению входил в провинцию Бейра-Алта. Входит в экономико-статистический  субрегион Дан-Лафойнш, который входит в Центральный регион. Население составляет 886 человек на 2001 год. Занимает площадь 13,02 км².
Покровителем района считается Мартин Турский (порт. São Martinho). 